# Govan (Glasgow)
Pour les articles homonymes, voir Govan.
Govan (scots : Gouan, gaélique écossais : Baile a' Ghobhainn) est un ancien burgh, aujourd'hui un district de Glasgow en Écosse, intégré à la ville depuis 1912. Un de ses anciens quartiers, Linthouse, en avait été détaché onze ans auparavant pour devenir un district de Glasgow dès 1901. Il est situé à 4 kilomètres à l'ouest du centre-ville,  au sud de la Clyde. De 1834 à 1968, le quartier a hébergé l'un des plus grands chantiers navals du pays, la Fairfield Shipbuilding and Engineering Company.

## Personnalités liées à la ville
- Alex Ferguson (1941-), joueur puis entraîneur de football
- Elish Angiolini (1960-), avocate et principale de collège, y est née.